# Histurodes
Histurodes là một chi bướm đêm thuộc họ Tortricidae.

## Các loài
- Histurodes costaricana Razowski, 1984
- Histurodes taetera Razowski, 1984